# Caspar Weinberger

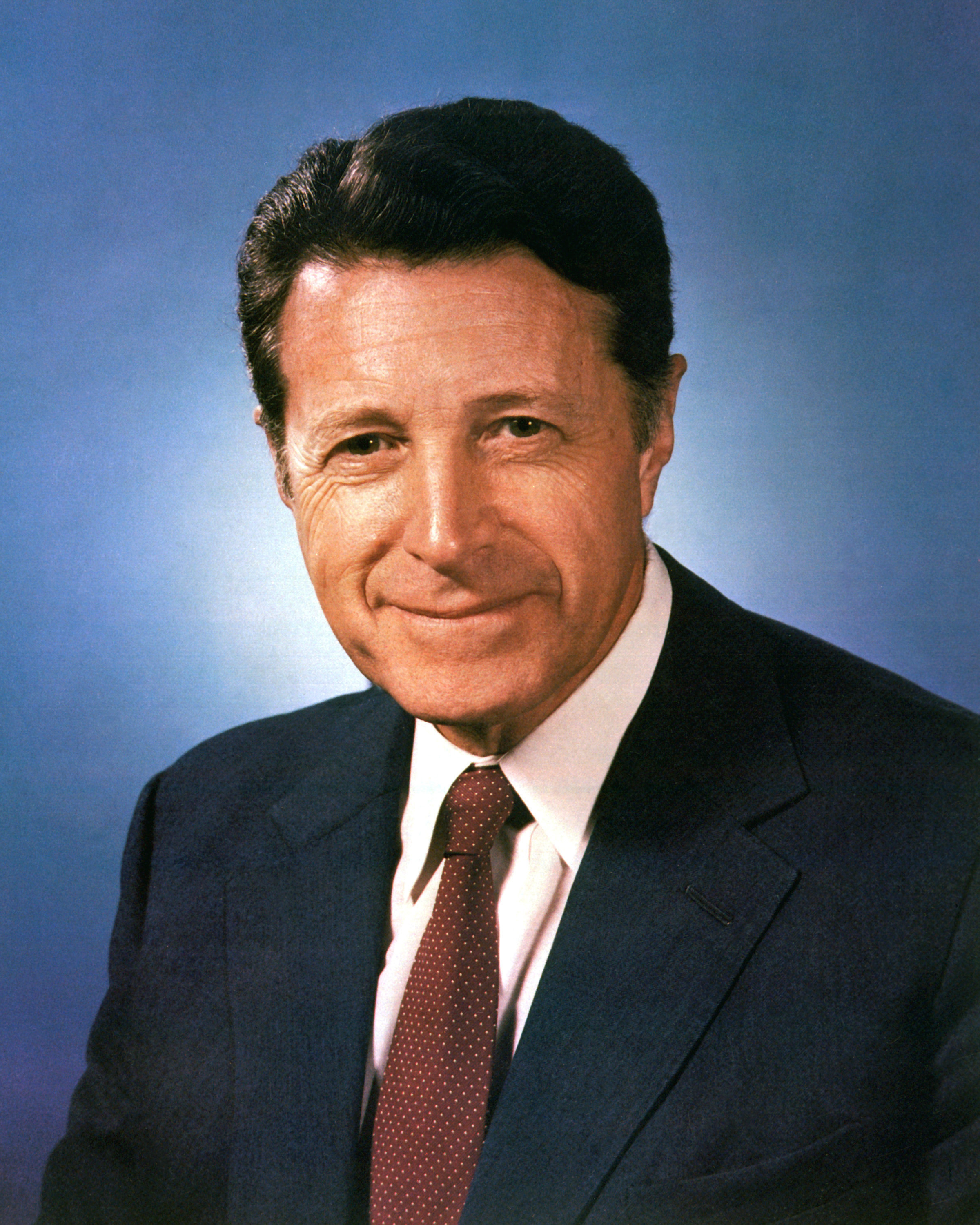
Caspar Weinberger (ca. 1983)

Caspar Willard Weinberger, GBE (* 18. August 1917 in San Francisco, Kalifornien; † 28. März 2006 in Bangor, Maine) war ein US-amerikanischer Politiker. Von 1981 bis 1987 war er Verteidigungsminister der Vereinigten Staaten in der Regierung von Präsident Ronald Reagan. In seine Amtszeit fielen der Start der Strategic Defense Initiative (SDI) und die Iran-Contra-Affäre.

## Leben

### Jugend, Studium und Anwaltstätigkeit
Weinberger wurde als Sohn eines jüdischen Anwalts und einer christlichen Hausfrau geboren und machte 1938 einen Bachelor-Abschluss und 1941 seinen Juris Doctor an der Harvard University. Er trat 1941 als Gefreiter in die United States Army ein und diente am pazifischen Kriegsschauplatz. Am Ende des Krieges war er Hauptmann beim Militärischen Nachrichtenwesen in General Douglas MacArthurs Stab. Er entwickelte früh in seinem Leben Interesse an Politik und Geschichte. Während der Kriegsjahre wurde er ein großer Bewunderer Winston Churchills, den er später als wichtiges Vorbild benannte. Zwischen 1945 und 1947 arbeitete Weinberger als wissenschaftlicher Mitarbeiter für einen Bundesrichter und war dann bis 1969 als Rechtsanwalt tätig.

### Politische Karriere

#### Kalifornische Landespolitik
Weinberger zog 1952 in die California State Assembly ein und wurde 1954 und 1956 wiedergewählt. Obwohl er 1958 bei seiner Kandidatur als Attorney General von Kalifornien scheiterte, blieb Weinberger in der aktiven Politik und wurde 1962 Vorsitzender der kalifornischen Republikanischen Partei. Gouverneur Ronald Reagan ernannte ihn 1967 zum Vorsitzenden der California State Government Organization and Economy („Kommission zur Organisation und Wirtschaft des Staates Kalifornien“) und berief ihn zu Beginn des Jahres 1968 zum Finanzdirektor, in etwa vergleichbar mit einem Landesfinanzminister in Deutschland.

#### Bundespolitik
Im Januar 1970 wechselte Weinberger nach Washington, D.C., wo er Vorsitzender der Federal Trade Commission wurde und von 1970 bis 1972 als Vizedirektor und von 1972 bis 1973 als Direktor des Office of Management and Budget tätig war. Unter den Präsidenten Nixon und Ford war er von 1973 bis 1975 Gesundheits-, Bildungs- und Wohlfahrtsminister. Bis zur Wahl Reagans zum US-Präsidenten 1980 war er Vizepräsident und Berater des größten US-Baukonzerns Bechtel Corporation.
Obwohl Weinberger nicht als Verteidigungsexperte galt, genoss er in Washington den Ruf als fähiger Verwaltungsfachmann. Durch seine Energie als Kostenreduzierer erwarb er sich den Spitznamen Cap the Knife (deutsch: „Caspar das Messer“). Er teilte zudem Reagans Überzeugung, dass die Sowjetunion eine ernste Bedrohung der USA darstelle und dass die Verteidigungseinrichtungen zu modernisieren und zu verstärken seien. Entgegen seinem Spitznamen wurde Weinberger im Verteidigungsministerium der Vereinigten Staaten ein energischer Verfechter von Reagans Plan, den Verteidigungsetat zu erhöhen. (Gefechts)bereitschaft, Dauerhaftigkeit und Modernisierung wurden die Schlüsselwörter seines Verteidigungsprogramms.

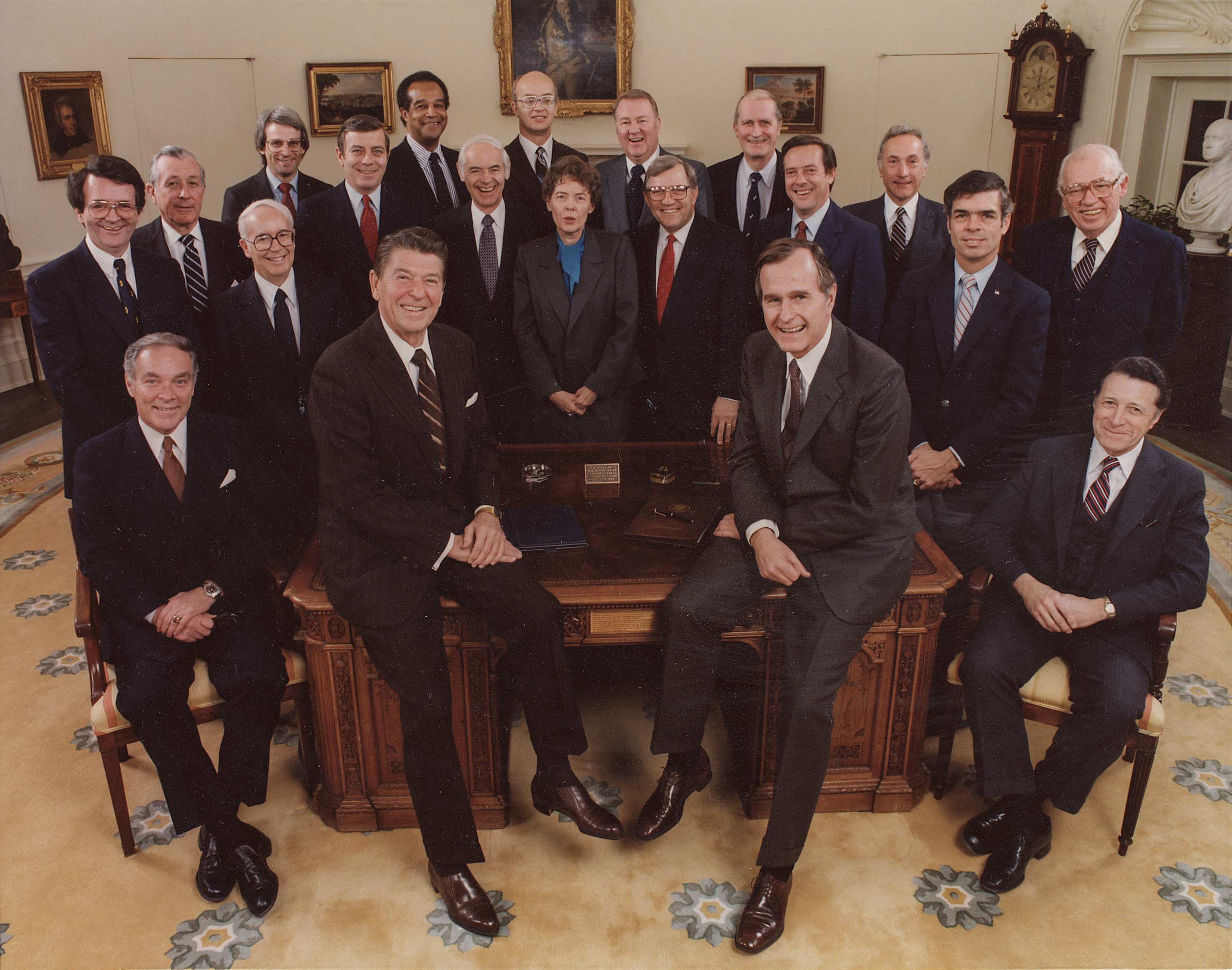
Caspar Weinberger (erste Reihe rechts) im Kabinett der Regierung Ronald Reagans (1981)

Als Verteidigungsminister war er verantwortlich für die massive amerikanische Aufrüstung, die mit zum Kollaps der Sowjetunion beitrug. Weinberger schob eine dramatische Steigerung des amerikanischen Kernwaffenarsenals an und war ein entschiedener Verfechter der kontroversen Strategic Defense Initiative zur Errichtung eines orbitalen Raketenschutzschildes. Er trat für die Beteiligung der westeuropäischen NATO-Partner am US-Forschungsprogramm durch eigene Entwicklung ein. Tatsächlich wurden alle sensiblen Entwicklungen jedoch allein den USA vorbehalten; die Bundesrepublik Deutschland und andere europäische Staaten sollten lediglich einen beträchtlichen Teil der Kosten übernehmen und mit konventioneller Technik („Klempnerarbeiten“) beitragen.
Verteidigungspolitisches Profil gewann Weinberger bei einer Rede im National Press Club am 28. November 1984, bei der er angesichts amerikanischer Erfahrungen mit Auslandseinsätzen, vor allem in Vietnam und im Libanon, sechs Grundvoraussetzungen (Six Tests) entwarf. Diese Rede stellte eine frühe Entwicklungsstufe zur späteren Weinberger-Powell-Doktrin dar.
1987 lasteten die Enthüllungen der Iran-Contra-Affäre um den Verkauf von TOW-Lenkwaffen an den Iran und die wachsenden Schwierigkeiten mit dem Verteidigungsbudget auf Weinberger. Am 23. November 1987 trat er zurück; als Grund gab er den sich verschlechternden Gesundheitszustand seiner Frau an. Die Presse jedoch vermutete, dass er als Gegner des SALT-II-Abkommens unzufrieden mit dem US-Sowjetischen INF-Waffenkontrollabkommen sei. Er bestritt dies und behauptete, der Vertrag stamme im Wesentlichen von ihm. Gegen diese Behauptung spricht, dass Weinberger immer betont hatte, mit der Sowjetunion könne man nur „aus einer Position beträchtlich größerer Stärke“ heraus Abrüstungsverhandlungen führen. In diesem Geiste hatte er auch, ohne auf die europäischen NATO-Partner Rücksicht zu nehmen, den von Präsident Reagan im August 1981 befohlenen Bau der Neutronenbombe umgesetzt.
Weinberger erklärte 2000 gegenüber dem schwedischen Fernsehsender SVT zu den U-Boot-Vorfällen in Schweden in den 1980er Jahren, dass U-Boote der U.S. Navy in schwedischen Gewässern in Abstimmung mit der schwedischen Marine Übungen abgehalten hätten. Davon war die schwedische Regierung aber nicht unterrichtet worden.
Weinberger war sechs Jahre und zehn Monate Verteidigungsminister. Länger amtierten nur Robert McNamara und Donald Rumsfeld.

### Nach dem Ausscheiden aus der aktiven Politik
Nachdem Weinberger das Pentagon verlassen hatte, wurde er Herausgeber des Forbes Magazine, in dem er sich in den folgenden Jahren häufig zu Themen der Verteidigung und nationalen Sicherheit äußerte. Seit 1988 war Weinberger auch wieder als Anwalt tätig. Wegen Falschaussagen gegenüber dem Untersuchungsausschuss zur Iran-Contra-Affäre wurde Anklage gegen ihn erhoben. Am 24. Dezember 1992 wurde er jedoch wenige Tage vor Prozessbeginn von Präsident George Bush sen. amnestiert.
Von 1997 bis zu seinem Tod 2006 war er Mitglied des Project for the New American Century.
Er schrieb zwei Romane mit Peter Schweizer (einer davon, Chain of Command, ist ein Thriller um die Ermordung des US-Präsidenten).

### Privates

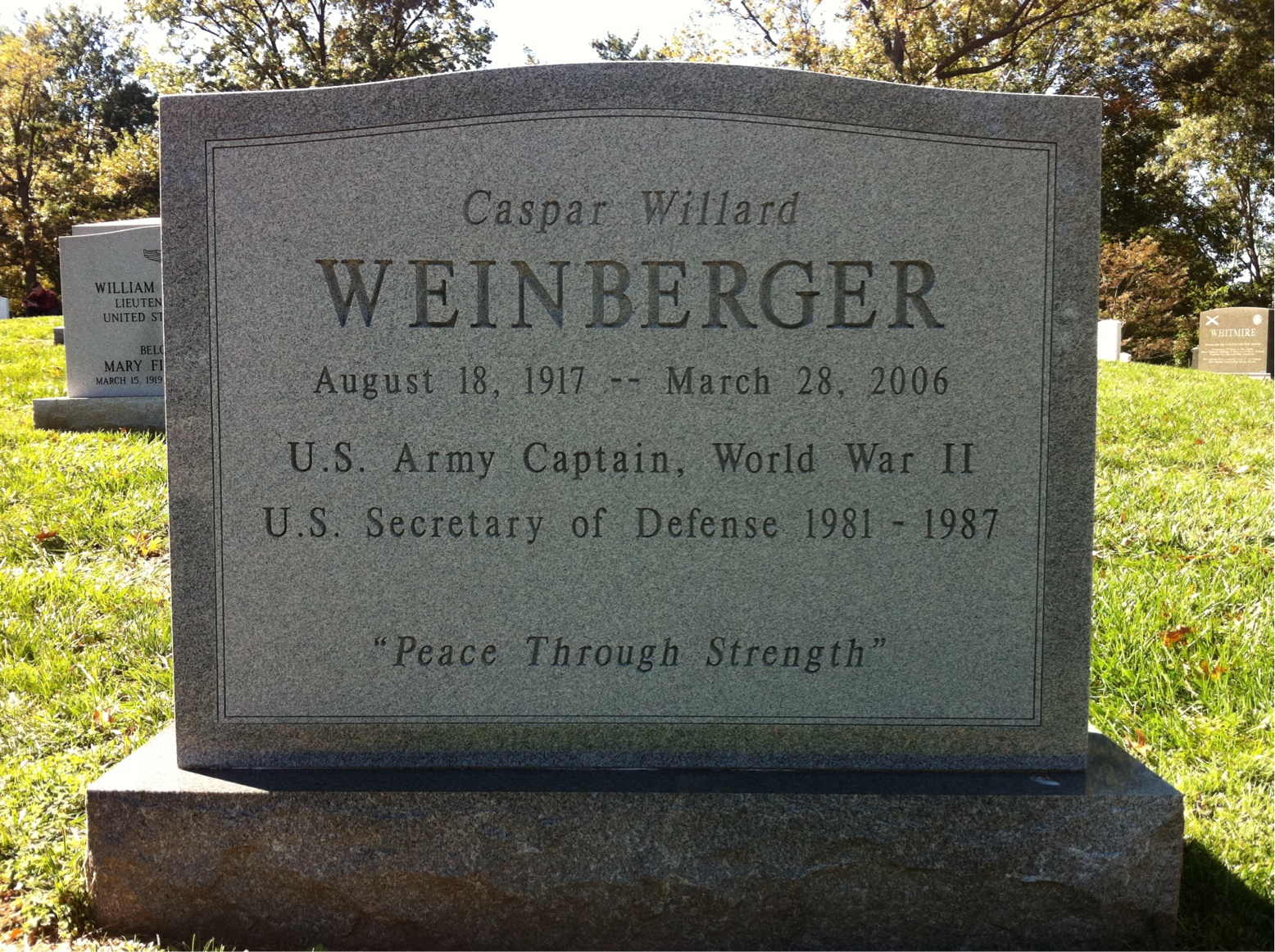
Caspar Weinbergers Grab

1942 heiratete Weinberger Rebecca Jane Dalton, eine ehemalige Armee-Krankenschwester, später Autorin und Herausgeberin von Kinderbüchern.
Er starb am 28. März 2006 in einem Krankenhaus in Bangor, Maine an den Folgen einer Lungenentzündung und wurde eine Woche später mit militärischen Ehren auf dem Nationalfriedhof Arlington beigesetzt. Jane Weinberger  überlebte ihren Ehemann um drei Jahre und starb am 12. Juli 2009 im Alter von 91 Jahren in Bar Harbor an den Folgen eines Schlaganfalls. Das Paar hatte eine Tochter, Arlin, und einen Sohn, Caspar Jr.

## Schriften
- Fighting for Peace: 7 critical years at the Pentagon. Joseph, London 1990, ISBN 0-7181-3262-9.
- The Next War. Regnery, Washington D.C. 1996, ISBN 0-89526-447-1.
- In the arena: a memoir of the 20th century. Regnery, Washington D.C. 2001, ISBN 0-89526-166-9. (Koautor)